# Komasse
In der Mathematik ist die Komasse ein Begriff aus der Differentialgeometrie.
Die Komasse einer Differentialform {\displaystyle \alpha } ist der größte Wert, den die {\displaystyle k}-Form auf einem {\displaystyle k}-Vektor vom Volumen {\displaystyle 1} annehmen kann:
{\displaystyle comass(\alpha )=\sup _{v\in \Lambda ^{k}TM,\Vert v\Vert =1}\vert \alpha (v)\vert }.
Die Komasse einer Kohomologieklasse wird definiert als Infimum der Komasse über alle die Kohomologieklasse repräsentierenden Differentialformen.
Für eine Abbildung {\displaystyle \sigma \colon \Delta ^{k}\to M} eines Standard-Simplex in eine Riemannsche Mannigfaltigkeit definiert man die Masse als {\displaystyle mass(\sigma )=\int _{\Delta ^{n}}\sigma ^{*}dvol_{M}}. Die Masse einer singulären Kette {\displaystyle c=\sum _{i=1}^{r}a_{i}\sigma _{i}} definiert man dann als {\displaystyle mass(c)=\sum _{i=1}^{r}\vert a_{i}\vert mass(\sigma _{i})}, und die Masse einer singulären Homologieklasse {\displaystyle h} als Infimum der Masse über alle {\displaystyle h} repräsentierenden singulären Ketten.
Die von der Komasse definierte Norm auf der Kohomologie ist dann die duale Norm zur von der Masse definierten Norm auf der Homologie der Riemannschen Mannigfaltigkeit.
Für Abbildungen {\displaystyle f\colon M\to S^{n}} liefert die {\displaystyle n}-te Wurzel der Komasse von {\displaystyle f^{*}\left[S^{n}\right]} Abschätzungen für die Lipschitz-Konstante von Abbildungen in der Homotopieklasse von {\displaystyle f}.